# Myiotabanus sarcophagoides
Myiotabanus sarcophagoides är en tvåvingeart som beskrevs av Lutz 1928. Myiotabanus sarcophagoides ingår i släktet Myiotabanus och familjen bromsar.
Artens utbredningsområde är Venezuela. Inga underarter finns listade i Catalogue of Life.